# علی اکبرنژاد
علی اکبرنژاد (زادهٔ ۲۵ شهریور ۱۳۴۶) کشتی‌گیر آزادکار ایرانی است. وی یک مدال طلا و یک مدال برنز بازی‌های آسیایی و دو مدال طلا و یک مدال نقرهٔ قهرمانی آسیا در وزن ۶۸ کیلو را به دست آورده‌است. اکبرنژاد در المپیک ۱۹۹۲ بارسلون هم به مقام چهارم رسید. برادر او تقی اکبرنژاد هم کشتی‌گیر و مربی کشتی است.